# Simulium janzeni
Simulium janzeni är en tvåvingeart som beskrevs av Günther Enderlein 1922. Simulium janzeni ingår i släktet Simulium och familjen knott.
Artens utbredningsområde är Österrike. Inga underarter finns listade i Catalogue of Life.